# Věznice Fleury-Mérogis
Věznice Fleury-Mérogis (Maison d'arrêt de Fleury-Mérogis) je věznice ve francouzském městě Fleury-Mérogis (departement Essonne) na adrese avenue des Peupliers 7. Spravuje ji francouzské ministerstvo spravedlnosti a ředitelkou je od roku 2020 Isabelle Brizardová.
Byla postavena v letech 1964 až 1968 podle projektu Guillaume Gilleta a využívá princip panoptikonu. Areál má rozlohu 180 hektarů a zahrnuje mužskou věznici, ženskou věznici, věznici pro mladistvé a ubikace četnictva. Je největší věznicí v Evropě, je určena pro 2 855 vězňů. Kapacita je však dlouhodobě překračována a v roce 2018 zde vykonávalo trest více než 4 300 osob.
Pobývali zde Jacques Mesrine, Pascal Payet nebo Sinik, od roku 2018 je ve Fleury-Mérogis vězněn Salah Abdeslam, organizátor teroristických útoků v Paříži v listopadu 2015.
V roce 1982 ve věznici koncertoval Johnny Hallyday.